# Habbo Hotel

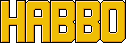

A Habbo Hotel egy virtuális közösség, ami a Sulake Vállalat tulajdona. A célközönség a 13-21 évesek korosztálya. A játék egy chatszoba és egy internetes játék keveréke. A Habboban nincsenek célok. Barátkozhatsz, játszhatsz vagy akár a saját hotelszobádat is berendezheted.
A Habbo Hotel 2000-ben indult el, és mára már több mint 26 országban nyitott meg. Világszerte több mint 78 millió Habbót regisztráltak 2007 júliusáig, és havonta több mint 7 millió egyedi látogató érkezik az oldalakra.

## A szobák
A szoba berendezésére a bútorok persze nincsenek ingyen, hisz a cégnek is meg kell élnie valamiből. Az interneten coinokat vásárolhatsz, amikből később játék jegyeket (Gaming ticket), bútorokat vagy egyéb kiegészítőket esetleg állatokat vehetsz. Minden igazi barát aki (saját gépről nem lehet több e-mail címmel csalni) az e-mailben található linkre kattintva regisztrál 3 coint keres neked. Maximum 10 barátot hívhatsz, vagyis 30 coint szerezhetsz. A legészszerűbb a coinokat bútorokra váltani amiket ügyes cserélgetéssel meg lehet többszörözni. Az ügyes cserélgetéshez szerencse is kell, ha olyan bútorod van ami másnak kell akkor többet is adhat érte mint amennyit megér, így profithoz juthatsz. Kaphatsz névtelen ajándékokat, de kéregethetsz is. Rendezhetsz a szobádban játékokat, bulikat, boltot is.

## A Habbo Club
A Habbo Club a játék 'elit' klubja. 20 coinba kerül egy havi tagság, ezért cserébe minden hónapban kapsz egy 'rare' bútort, vagyis ritkaságot, ami általában sokat ér. Kapsz még olyan ruhákat amiket csak HC tagok hordhatnak, csinálhatsz különleges formájú szobákat és sok egyéb engedményt is kapsz a játékban. 12 Hónap tagság után a 13. hónapban a HC jelvényed arany színűvé változik.
A Habbo Clubtagok fogadtatása igen vegyes. Sok 'normal' habbo, akik nem fizetnek a tagságért nem szereti a HC jelvénnyel hivalkodó tagokat, ezért leszólják őket. Sok Habbo Club tag úgy kezeli a normal Habbokat mintha alsóbb rendűek lennének, ami nagyon rossz.

## Rare bútorok
A Habbonak fontos része a cserélgetés. A katalógusban vásárolhatsz magadnak bútorokat, ha van rájuk pénzed. Néha megjelenik egy-egy 'ritkaság' (rare) a katalógusban. Ezek a bútorok általában 20 coinba kerülnek és 14 napig lehet kapni őket. Az áruk rendszeresen megjelenésüket követően 1 HC (Habbo Club sofa később erről is lesz szó), majd miután kiveszik őket a katalógusból ez lezuhan 0.5 HCra és innen kezd el ismét növekedni az ár, ahogy a hetek majd hónapok telnek. Aki igazán gazdag megteheti, hogy rare bútorokkal díszítse ki a szobáját.

## Virtuális élet
A játékban nem minden a bútorokról szól. Egy saját baráti társaságot alakíthatsz, játékokat játszhatsz, együtt lóghatsz a barátaiddal, sőt akár 'Bandákba' is beléphetsz, ahol még fizetést is szerezhetsz. Gyakoriak az 'Event'ek ahol a Hotel moderátorai és a Hotel Manager közösen készítenek versenyeket, küldetéseket amikért értékes ajándékokat szerezhetsz.
A játékosok saját játékokat is kitaláltak, ami a kreativitást és a számtalan lehetőséget is mutatja a játékban. Egyre többen játszanak kaszinókban, ahol bútorokat tehetnek fel és nyerhetnek vissza kétszeresen. Sajnos ez a rendszer elég veszélyes, sok a megbízhatatlan kaszinó tulajdonos ezért ajánlott a leglátogatottabb kaszinókban szerencsét próbálni ahol nem verhetnek át. Léteznek úgynevezett 'maze'-k labirintusok, ahol egy hatalmas bútorhalmazon kell átküzdeni magunkat ami néha igen nehéz és idegesítő tud lenni. Vannak Falling Furnik (FF) ahol bútort kell foglalni minél hamarabb magadnak. Vannak casinók! Aki mer, az nyer!! És vannak éttermek, Rendőrségek, Hotelek is.